# Paolo Cimini
Paolo Cimini (Roma, 30 marzo 1964) è un ex ciclista su strada italiano.
Buon velocista, ha mosso i primi passi nel gruppo sportivo di famiglia (la EdilCimini di Morena), prima di diventare professionista nel 1986. In carriera ha vinto il Trofeo Laigueglia, una tappa in volata al Giro d'Italia 1987, il Giro dell'Etna e il Philadelphia International Championship.

## Carriera
Velocista, professionista dal 1986 al 1990 con 4 vittorie in carriera. Vincente per eccellenza nelle categorie giovanili, sia su strada che su pista, e subito in grado di mostrare quello spunto veloce che lo ha sempre contraddistinto nella non lunga carriera.
Furono oltre cento i suoi successi prima dell'ingresso nell'élite del ciclismo. Tra questi i
Giochi della Gioventù, categoria “giovanissimi”, tre campionati regionali sempre nella medesima categoria, un campionato provinciale juniores, un campionato regionale nell'individuale a punti allievi, campionato regionale su strada fra i dilettanti di 2ª serie. Nelle categorie giovanili maggiori, ha poi indossato più volte la maglia della nazionale italiana.
Passato tra i professionisti nel 1986 con la Murella-Fanini, si è segnalato per le sue doti velocistiche: Cimini sapeva produrre volate lineari, un po' corte, ma con gli ultimi cinquanta metri
davvero al fulmicotone. 
Cessata l'attività agonistica è divenuto imprenditore, ed oggi conduce l'azienda di famiglia per la vendita di materiali edili.
Nella stagione 2006-2007 ha ricoperto la carica di presidente dell'Associazione Sportiva Lupa Frascati vincendo il campionato di Eccellenza di calcio.

## Palmarès
- 1987 (Remac, una vittoria)

14ª tappa Giro d'Italia (San Marino > Lido di Jesolo)
- 1988 (Fanini Seven Up, due vittorie)

Giro dell'Etna
Trofeo Laigueglia
- 1990 (Gis Gelati, una vittoria)

Philadelphia International Championship

## Piazzamenti

### Grandi giri
- Giro d'Italia

1987: 88º
1988: ritirato
1989: 121º
1990: 124º

### Classiche monumento
- Milano-Sanremo

1987: 54º
1988: 13º
1989: 83º